# کانو جیگورو
کانو جیگورو (به ژاپنی: 嘉納 治五郎، ۱۰ دسامبر ۱۸۶۰ – ۴ مه ۱۹۳۸) مربی، ورزشکار و بنیان‌گذار هنر رزمی جودو بود که در سال ۱۸۸۲ میلادی با الهام گرفتن از جوجوتسو، جودو را ابداع کرد. جودو، همراه با جوجوتسو، یکی از اولین هنرهای رزمی ژاپنی بود که به رسمیت بین‌المللی دست یافت و اولین هنر رزمی ژاپنی بود که به ورزش رسمی المپیک تبدیل شد.
نوآوری‌های علوم پرورشی که به کانو نسبت داده می‌شوند شامل استفاده از کمربندهای سیاه و سفید و معرفی نظام رتبه‌بندی دان برای نشان دادن رتبه نسبی اعضای یک سبک هنر رزمی است. از شعارهای معروفی که به کانو نسبت داده می‌شود، می‌توان به «بهره‌وری حداکثری با حداقل تلاش» (به ژاپنی: 精力善用، seiryoku zen'yō) و «رفاه و منفعت متقابل» (به ژاپنی: 自他共栄، jita kyōei) اشاره کرد.
در زندگی حرفه‌ای خود، کانو یک معلم بود. سمت‌های مهم او شامل خدمت به عنوان مدیر آموزش ابتدایی وزارت آموزش (به ژاپنی: 文部省، Monbushō) از سال ۱۸۹۸ تا ۱۹۰۱ و به عنوان رئیس مدرسه عالی عادی توکیو از سال ۱۹۰۰ تا ۱۹۲۰ است. او نقش کلیدی در گنجاندن جودو و کندو به برنامه‌های مدارس دولتی ژاپن در دهه ۱۹۱۰ داشت.
کانو همچنین در ورزش‌های بین‌المللی پیشگام بود. از دستاوردهای او می‌توان به اولین عضو آسیایی کمیته بین‌المللی المپیک اشاره کرد (او از سال ۱۹۰۹ تا ۱۹۳۸ در این سمت بود). او نماینده رسمی ژاپن در بیشتر بازی‌های المپیک بین سال‌های ۱۹۱۲ و ۱۹۳۶ بود و به عنوان سخنگوی برجسته ژاپن برای میزبانی بازی‌های المپیک ۱۹۴۰ خدمت کرد.
افتخارات و نشان‌های رسمی او شامل نشان درجه یک شایستگی، نشان بزرگ خورشید تابان و درجه سوم امپراتوری بود. کانو در ۱۴ مه ۱۹۹۹ به عنوان اولین عضو تالار مشاهیر فدراسیون جهانی جودو (IJF) معرفی شد.

## سال‌های اولیه

### دوران کودکی

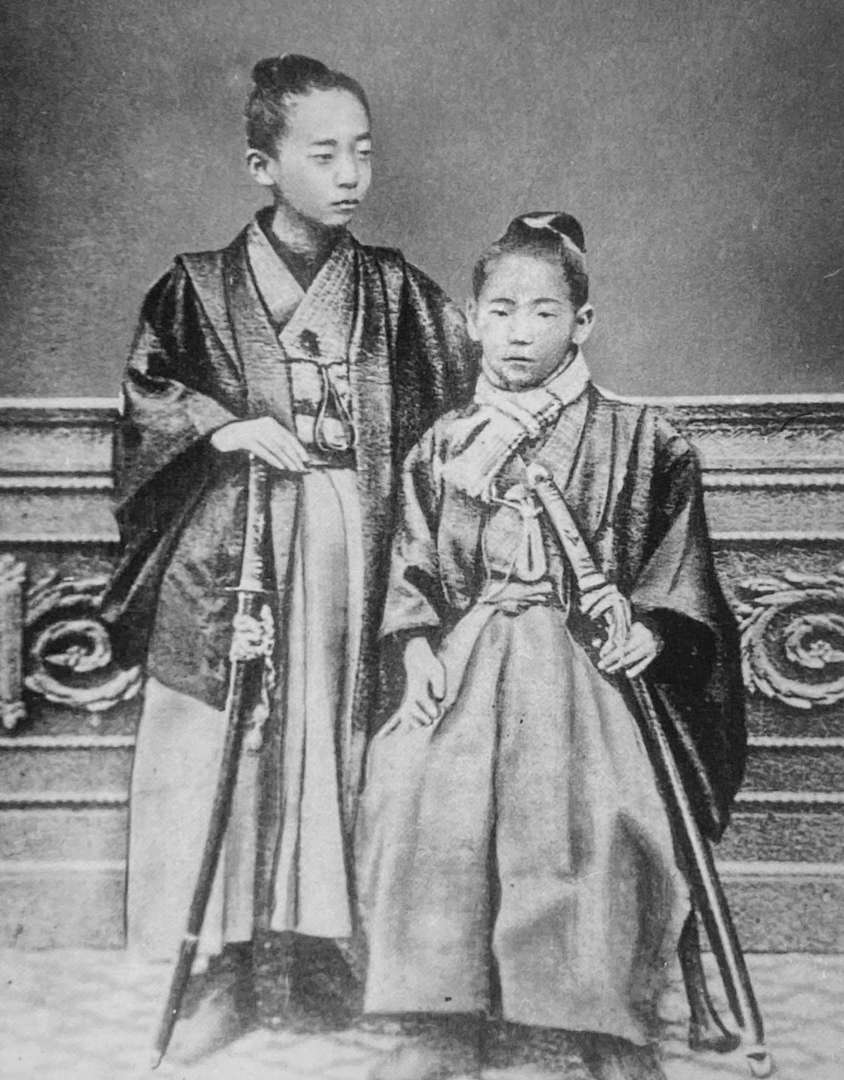
کانو در کودکی (سمت راستی)

جیگورو کانو در خانواده‌ای سازنده ساکی در شهر میکاگه، ژاپن (که اکنون بخشی از هیگاشینادا-کو، کوبه است) به دنیا آمد. برندهای ساکیِ خانواده شامل «هاکوشیکا»، «هاکوتسورو» و «کیکو-ماسامونه» بودند. با این حال، پدر کانو، کانو جیروساکو (که نام اصلی‌اش مارشیبا جیروساکو بود)، پسرخوانده بود و وارد کسب و کار خانوادگی نشد. او به جای آن به عنوان کشیش غیر مذهبی و به عنوان کارمند ارشد در خط کشتیرانی کار می‌کرد. پدر کانو به شدت به قدرت آموزش و پرورش در دنیای مدرن باور داشت و برای جیگورو، پسر سوم خود، تحصیلات عالی فراهم کرد. معلمان اولیه او شامل دانشمندان نئوکنفوسیونیسم، یاماموتو چیکوون و آکیتا شوسستو بودند. مادر کانو زمانی که او نه ساله بود درگذشت و پس از آن، پدرش خانواده را به توکیو منتقل کرد. کانو جوان در مدارس خصوصی ثبت نام شد و معلم خصوصی زبان انگلیسی داشت. در سال ۱۸۷۴، برای بهبود مهارت‌های زبان انگلیسی و آلمانی خود به مدرسه خصوصی ایکوئی که توسط اروپایی‌ها اداره می‌شد، فرستاده شد.
در دوره نوجوانی، قد کانو ۱٫۵۷ متر (۵ فوت و ۲ اینچ) بود، اما وزن او تنها ۴۱ کیلوگرم (۹۰ پوند) بود. به دلیل جثه کوچک و طبیعت علمی‌اش، او در مدرسه ایکوئی به‌طور مکرر مورد آزار و اذیت قرار می‌گرفت، تا حدی که دانش‌آموزان دیگر گاهی او را از ساختمان مدرسه بیرون می‌کشیدند و کتک می‌زدند. بنابراین، او آرزو داشت که قوی‌تر شود تا بتواند از خود دفاع کند. روزی، نیکای بایسی، دوست خانوادگی که عضو گارد شوگون بود، اشاره کرد که جوجوتسو شکلی عالی از تمرینات فیزیکی است و به کانو چند تکنیک نشان داد که توسط آنها فرد کوچکتر می‌تواند بر حریف بزرگتر و قوی‌تر غلبه کند. با دیدن پتانسیل دفاع شخصی در این هنر، کانو تصمیم گرفت که این هنر را بیاموزد، علی‌رغم اصرار نیکای که چنین تمریناتی قدیمی و خطرناک هستند. تا زمانی که کانو به آکادمی کایسی نقل مکان کرد، آزار و اذیت‌ها کاهش یافته بود، اما علاقه او به جوجوتسو همچنان باقی بود. پدرش نیز او را از جوجوتسو منع می‌کرد، زیرا آزار و اذیت‌هایی که پسرش متحمل شده بود را نادیده می‌گرفت. اما پس از مشاهده علاقه عمیق کانو به این هنر، به او اجازه داد با این شرط که کانو برای تسلط بر آن تلاش کند، به تمرین بپردازد.

## جوجوتسو
کانو در سال ۱۸۷۷ وارد دانشگاه توکیو شد و در سال ۱۸۸۲ با مدرک کارشناسی علوم سیاسی و فلسفه فارغ‌التحصیل شد. در طول دوران تحصیل در دانشگاه، او به دنبال معلمان جوجوتسو می‌گشت. او ابتدا به دنبال شکسته‌بندی به نام سیفوکوشی بود. فرض او این بود که پزشکانی که هنرهای رزمی را می‌دانند، معلمان بهتری هستند. جستجوی او او را به یاگی تینوسوکه رساند که شاگرد آمون ایسوماتا در مدرسه تنجین شینیو-ریو جوجوتسو بود. یاگی به نوبه خود، کانو را به فوکودا هاچینوسوکه، شکسته‌بندی که در اتاقی ۱۰ تاتامی مجاور مطب خود تنجین شینیو-ریو را آموزش می‌داد، معرفی کرد. تنجین شینیو-ریو خود ترکیبی از دو مدرسه قدیمی‌تر یوشین-ریو و شین نو شین‌دو-ریو بود.
روش آموزشی فوکودا عمدتاً شامل این بود که دانش‌آموز بارها و بارها به زمین‌می‌خورد تا زمانی که مکانیک تکنیک را درک کند. فوکودا بر تکنیک‌های کاربردی بیش از شکل‌های آیینی تأکید می‌کرد. او به مبتدیان توضیح مختصری از تکنیک می‌داد و آنها را در تمرین آزاد (رندوری) مشغول می‌کرد تا از طریق تجربه بیاموزند. تنها پس از اینکه دانش‌آموز به مهارتی دست یافت، شکل‌های سنتی (کاتا) را به آنها آموزش می‌داد. این روش دشوار بود زیرا هیچ تشک خاصی برای زمین‌خوردن وجود نداشت و فقط تاتامی‌های استاندارد بر روی کف‌های چوبی قرار داده شده بودند.
کانو در شکست دادن فوکوشیما کانکچی، یکی از ارشدهای خود در مدرسه، مشکل داشت؛ بنابراین، کانو شروع به امتحان تکنیک‌های ناآشنا روی رقیب خود کرد. او ابتدا تکنیک‌های سومو را که توسط سوموکار سابق به نام اوچی‌یاما کیسوئمون آموزش داده شده بود، امتحان کرد. وقتی این‌ها کمکی نکردند، او بیشتر مطالعه کرد و تکنیک (حمل آتش‌نشان) که از کتابی در مورد کشتی غربی آموخته بود، امتحان کرد. این تکنیک کارساز بود و کاتا گورما یا «چرخ شانه» همچنان بخشی از مجموعه جودو باقی مانده است، هرچند در حال حاضر سازمان‌های جودو برخی کشورها این پرتاب را در مسابقات جودو ممنوع کرده‌اند.

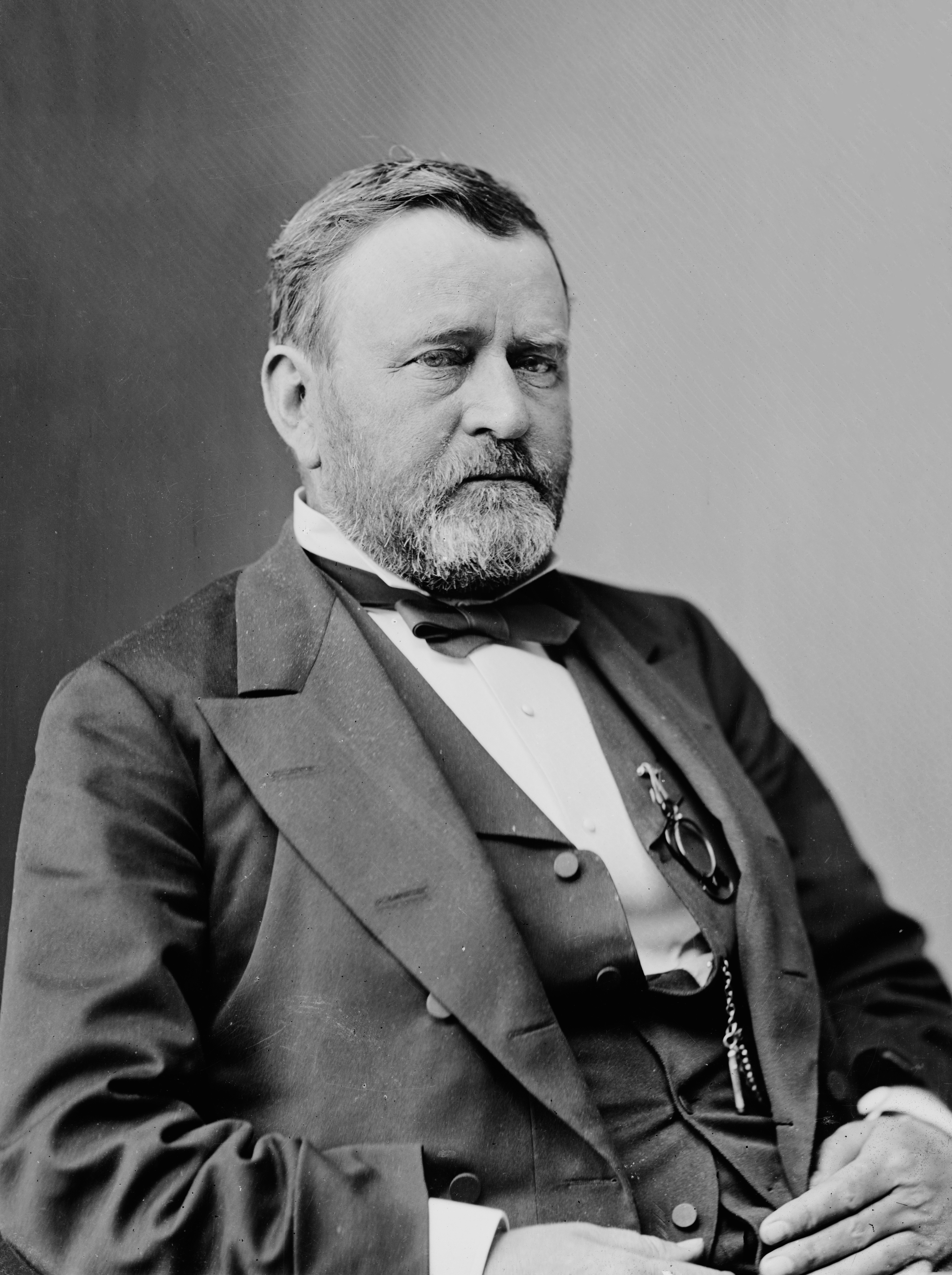
کانو در سال ۱۸۷۹ هنر جوجوتسو را برای یولیسیز سایمن گرانت، رئیس‌جمهور سابق ایالات متحده آمریکا که به ژاپن سفر کرده بود، به نمایش گذاشت.

در تاریخ ۵ اوت ۱۸۷۹، کانو در نمایش جوجوتسو که برای یولیسیز سایمن گرانت، رئیس‌جمهور سابق ایالات متحده، برگزار شد، شرکت کرد. این نمایش در خانه تاجر برجسته، شیبوساوا ایچی، انجام شد. افراد دیگری که در این نمایش شرکت داشتند، شامل معلمان جوجوتسو، فوکودا هاچینوسوکه و ایسو ماساتومو و هم‌تمرینی کانو، گودای ریوساکو بودند. فوکودا کمی پس از این نمایش در سن ۵۲ سالگی درگذشت. کانو شروع به یادگیری نزد ایسو کرد که دوست فوکودا بود. علی‌رغم اینکه ایسو ۶۲ ساله و با قدی تنها ۱٫۵۲ متر بود، از طریق تمرینات جوجوتسو بدنی قوی پیدا کرده بود. او به خاطر مهارت در کاتا و تخصص در آتمی (به ژاپنی: 当身، atemi)، یعنی ضربه زدن به نقاط حساس بدن، شناخته می‌شد. در روش آموزشی ایسو، آموزش با کاتا شروع می‌شد و سپس به مبارزه آزاد (‌رندوری (به ژاپنی: 乱取り، Randori)) می‌رسید. به دلیل تمرینات فشرده کانو و پایه قوی او در جوجوتسو که توسط فوکودا آموزش داده شده بود، او به زودی به عنوان دستیار در مدرسه ایسو فعالیت کرد. در سال ۱۸۸۱، بیوه فوکودا، طومارهای مدرسه را به کانو که در آن زمان ۲۱ ساله بود، داد. برخی منابع محبوب پیشنهاد می‌کنند که کانو مجوز تدریس در این مدرسه را به دست آورده، اما این مورد مستند نشده است: هیچ گواهی از تنجین شینیو-ریو با نام کانو در موزه کودوکان یا در هیچ منبع منتشر شده‌ای دیده نمی‌شود. همچنین هیچ رتبه‌ای در اسناد معتبر بایگانی‌شده تنجین شینیو-ریو مشخص نشده است.
در دوران آموزش زیر نظر ایسو، کانو شاهد نمایش جوجوتسو توسط معلم یوشین-ریو، توتسوکا هیکوسوکه (به ژاپنی: 戸塚 彦介، Hikosuke Totsuka) بود و بعداً در رندوری با اعضای مدرسه توتسوکا شرکت کرد. کانو تحت تأثیر هنرجویان یوشین-ریو قرار گرفت و متوجه شد که شاید هرگز نتواند تنها با تمرین بیشتر کسی به استعداد توتسوکا را شکست دهد؛ او همچنین نیاز داشت به شکل هوشمندانه‌تری تمرین کند. این تجربه بود که برای اولین بار کانو را به این باور رساند که برای برتری واقعی، باید بهترین عناصر چندین ریو (به ژاپنی: 流، ryū) یا مدرسه جوجوتسو، از جمله یاگیو شینگان-ریو تایجوتسو را ترکیب کند. به همین منظور، او شروع به جستجوی معلمانی کرد که می‌توانستند عناصر برتر جوجوتسو را به او آموزش دهند.

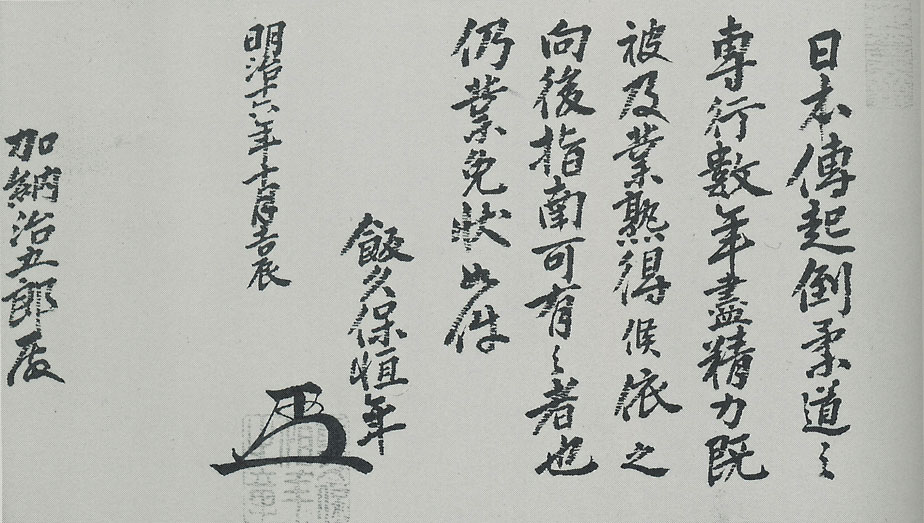
گواهی منکیو که توسط ایکوبو به کانو در اکتبر ۱۸۸۳ اعطا شد. اصطلاح جودو (柔道) که قبلاً در کیتو-ریو استفاده می‌شد، در اولین ستون (سمت راست‌ترین ستون) ظاهر می‌شود.

پس از مرگ ایسو در سال ۱۸۸۱، کانو شروع به تمرین در کیتو-ریو (به ژاپنی: 起倒流، Kitō-ryū) با ایکوبو تسونتوشی (کونن) کرد. ایکوبو در کاتا و پرتاب تخصص داشت و به رندوری علاقه‌مند بود. کانو به‌طور کامل خود را به یادگیری کیتو-ریو اختصاص داد، زیرا اعتقاد داشت تکنیک‌های پرتاب ایکوبو به‌ویژه بهتر از مدارسی است که قبلاً مطالعه کرده بود. ایکوبو بود که به کانو یک رتبه مستند جوجوتسو و مجوز تدریس اعطا کرد، یعنی گواهی منکیو (به ژاپنی: 免許، Menkyo) (نه منکیو کایدن) در نیهوندن کیتو جودو که تاریخ آن اکتبر ۱۸۸۳ بود.

## مؤسسه جودو کودوکان

### تأسیس

«جودو» ، به کانجی نوشته شده است.

در اوایل دهه ۱۸۸۰، بین جوجوتسویی که کانو تدریس می‌کرد و جوجوتسویی که معلمانش در گذشته آموزش می‌دادند، تفاوت مشخصی وجود نداشت. معلم کیتو-ریوی کانو، ایکوبو تسونتوشی، دو یا سه بار در هفته به کلاس‌های کانو می‌آمد تا از تدریس او حمایت کند. به تدریج، شاگرد و استاد جای خود را عوض کردند و کانو شروع به شکست دادن ایکوبو در رندوری کرد. کانو در این باره، در گزارش کشف خود می‌گوید:
«معمولاً او مرا به زمین می‌انداخت. اما حالا به جای اینکه بیفتم، من او را بیشتر وقت‌ها به زمین می‌انداختم. این کار را با وجود اینکه او از مکتب کیتو-ریو بود و در تکنیک‌های پرتابی بسیار ماهر بود، انجام می‌دادم. این موضوع ظاهراً او را شگفت‌زده کرد و برای مدتی نسبت به آن ناراحت بود. کاری که انجام داده بودم، بسیار غیرمعمول بود. اما این نتیجه مطالعه‌ام در مورد چگونگی شکستن وضعیت حریف بود. حقیقت این است که مدتی طولانی این مسئله را همراه با خواندن حرکات حریف مطالعه کرده بودم. اما اینجا بود که برای اولین بار تلاش کردم تا به‌طور کامل اصول شکستن وضعیت حریف را قبل از حرکت به سمت پرتاب، اعمال کنم…
این موضوع را به آقای ایکوبو توضیح دادم و گفتم که پرتاب باید پس از شکستن وضعیت حریف اعمال شود. سپس او به من گفت: «این درست است. فکر می‌کنم چیز بیشتری برای آموزش به تو ندارم.»

کمی بعد، با اسرار جوجوتسوی کیتو-ریو آشنا شدم و تمام کتاب‌ها و دست‌نوشته‌های این مکتب را دریافت کردم.»
برای نامگذاری سیستم خود، کانو اصطلاحی را که ترادا کانمون، پنجمین رئیس کیتو-ریو، در هنگام تأسیس سبک خود، جیکیشین-ریو، پذیرفته بود، احیا کرد: «جودو». این نام ترکیبی از کاراکترهای جُو (به ژاپنی: 柔، jū),، به معنای «نرمی» و دو، به معنای «راه» است، اما به صورت استعاری به معنای «روش» می‌باشد.
از نظر فنی، کانو تکنیک‌های پرتابی کیتو-ریو و تکنیک‌های خفه‌کردن و تثبیت تنجین شینیو-ریو را ترکیب کرد. به این ترتیب، کوشیکی-نو-کاتا در جودو، فرم‌های سنتی کیتو-ریو را با تفاوت‌های جزئی از سنت اصلی حفظ می‌کند. به‌طور مشابه، بسیاری از تکنیک‌های تنجین شینیو-ریو (اما نه فرم‌های آن) در کیمه-نو-کاتا حفظ شده‌اند.

کار اولیه کانو تحت تأثیر روش‌ها و نهادهای مختلف قرار داشت. همان‌طور که او در سال ۱۸۹۸ نوشت:
«با جمع‌آوری تمام نقاط قوتی که از مدارس مختلف آموخته بودم و افزودن اختراعات و اکتشافات خود، نظامی جدید برای تربیت جسمی و آموزش اخلاقی و همچنین برای پیروزی در مسابقات طراحی کردم.»
با این حال، پس از اینکه جودو بین سال‌های ۱۹۰۶ تا ۱۹۱۷ به مدارس عمومی ژاپن معرفی شد، استانداردسازی کاتا و تکنیک‌های مسابقات افزایش یافت.

### توسعه و رشد

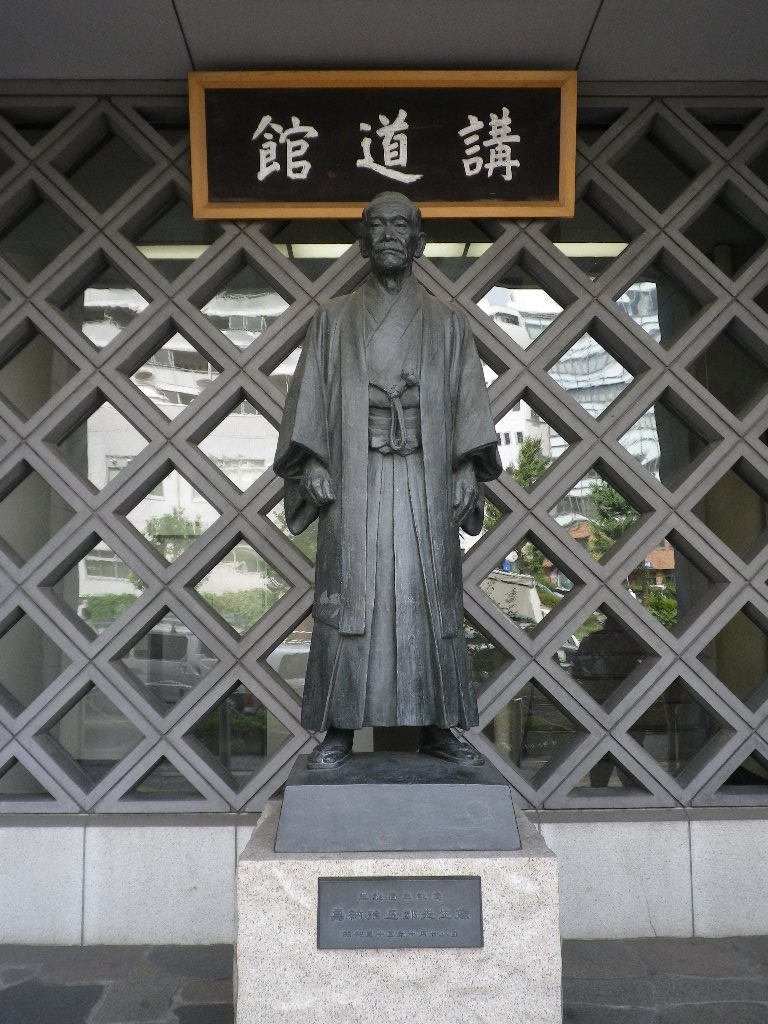
مجسمه کانو جیگورو در خارج از مؤسسه کودوکان در توکیو

کانو همچنین بر توسعه و رشد سازمان جودوی خود، مؤسسه جودو کودوکان، نظارت داشت. این تلاش در نوع خود فوق‌العاده بود، زیرا تعداد اعضای کودوکان از کمتر از دوازده دانش‌آموز در سال ۱۸۸۲ به بیش از هزار عضو دارای رتبه دان تا سال ۱۹۱۱ افزایش یافت.
در ماه مه یا ژوئن ۱۸۸۲، کانو، کودوکان جودو را با دوازده تشک در مکانی متعلق به معبد بودایی ایشو-جی (به ژاپنی: 永昌寺، Eishō-ji) در منطقه شیتایا (اکنون منطقه هیگاشی اوئنو در منطقه تایتو-کو) در توکیو راه‌اندازی کرد و ایکوبو سه روز در هفته در دوجو حضور داشت تا به تدریس کمک کند. در آن زمان، کانو تنها تعداد کمی دانش‌آموز داشت، اما آن‌ها از طریق مسابقات منظم با تیم‌های جودوی پلیس محلی، تکنیک‌های خود را بهبود بخشیدند.
کودوکان در آوریل ۱۸۹۰ به فضایی با ۶۰ تشک منتقل شد. در دسامبر ۱۸۹۳، کودوکان شروع به نقل مکان به فضای بزرگتری در تومیزاکا-چو، کویشی‌کاوا-چو کرد و این انتقال تا فوریه ۱۸۹۴ تکمیل شد.

اولین کانگیکو (تمرین زمستانی) کودوکان در زمستان ۱۸۹۴–۱۸۹۵ در دوجوی تومیزاکا-چو برگزار شد. تمرین تابستانی یا شوشوگیکو در سال ۱۸۹۶ آغاز شد. به گفته‌ای. جی. هریسون بریتانیایی، «برای عادت دادن دانش‌آموز به دو افراط گرمای شدید و سرما و پرورش فضیلت استقامت»:
تمام دوجوهای جودوی ژاپنی از جمله کودوکان، تمرینات ویژه‌ای در تابستان و زمستان برگزار می‌کنند. برای تمرین تابستانی، گرم‌ترین ماه سال، اوت و گرم‌ترین زمان روز، از ساعت ۱ بعد از ظهر، انتخاب می‌شود؛ و برای تمرین زمستانی که از ژانویه آغاز می‌شود، دانش‌آموزان از ساعت ۴ صبح شروع به کشتی‌گیری می‌کنند و تا ساعت ۷ یا ۸ ادامه می‌دهند. تمرین تابستانی شوشوگیکو و تمرین زمستانی کانگیکو نامیده می‌شود. همچنین در آخرین روز تمرین زمستانی، تمرین ویژه‌ای به نام «تمرین شماره» برگزار می‌شود که در آن، به عنوان آزمون استقامت ویژه، دانش‌آموزان از ساعت ۴ صبح تا ۲ بعد از ظهر تمرین می‌کنند و غالباً در این مدت تا صد مسابقه انجام می‌دهند.
در اواخر دهه ۱۸۹۰، کودوکان دو بار دیگر نقل مکان کرد؛ ابتدا در نوامبر ۱۸۹۷ به فضایی با ۲۰۷ تشک و سپس در ژانویه ۱۸۹۸ به فضایی با ۳۱۴ تشک منتقل شد. در سال ۱۹۰۹، کانو کودوکان را به ثبت رساند و با ۱۰٬۰۰۰ ین (در آن زمان حدود ۴٬۷۰۰ دلار آمریکا) به آن اهدا کرد. دلیل این کار، طبق گفته روزنامه ژاپن تایمز در ۳۰ مارس ۱۹۱۳، این بود که «این مؤسسه شگفت‌انگیز بتواند طبیعت اخلاقی و جسمی جوانان ژاپنی را بازسازی کند، بدون نیاز به توجه شخصی بنیان‌گذار آن.»
کودوکان یک بار دیگر در دوران زندگی کانو نقل مکان کرد و در ۲۱ مارس ۱۹۳۴، این فضای ۵۱۰ تشک را افتتاح کرد. مهمانان افتتاحیه شامل سفرای بلژیک، ایتالیا و افغانستان در ژاپن بودند. در سال ۱۹۵۸، هنگامی که کودوکان به محل فعلی هشت طبقه‌ای خود که اکنون بیش از ۱۲۰۰ تشک دارد، نقل مکان کرد، ساختمان قدیمی به انجمن کاراته ژاپن فروخته شد.

### آرمان‌ها
در ۱۸ آوریل ۱۸۸۸، کانو و کشیش توماس لیندسی یک سخنرانی با عنوان «جوجوتسو: هنر قدیمی سامورایی برای مبارزه بدون سلاح» را به انجمن آسیایی ژاپن ارائه دادند. این سخنرانی در سفارت بریتانیا در توکیو برگزار شد. تم اصلی این سخنرانی این بود که اصل اساسی جودو شامل پیروزی از طریق تسلیم شدن به قدرت است.

کانو به عنوان شخصی آرمان‌گرا، اهداف گسترده‌ای برای جودو داشت و آن را چیزی می‌دید که همزمان دفاع از خود، فرهنگ بدنی و رفتار اخلاقی را در بر می‌گیرد.
«از همان ابتدا، جودو را به سه بخش تقسیم کرده‌ام: رنتای-هو، شوبو-هو و شوشین-هو. رنتای-هو به معنای جودو به عنوان تمرین بدنی است، در حالی که شوبو-هو جودو به عنوان هنر رزمی است. شوشین-هو نیز به معنای پرورش خرد و فضیلت و همچنین مطالعه و کاربرد اصول جودو در زندگی روزمره ما است؛ بنابراین انتظار داشتم که تمرین‌کنندگان بدن‌های خود را به شکلی ایده‌آل پرورش دهند، در مسابقات برجسته شوند و همچنین خرد و فضیلت خود را بهبود بخشند و روح جودو را در زندگی روزمره خود زنده کنند. اگر ما جودو را ابتدا به عنوان تمرین بدنی در نظر بگیریم، باید به یاد داشته باشیم که بدن‌های ما نباید سفت باشند، بلکه باید آزاد، سریع و قوی باشند. ما باید قادر باشیم به درستی در برابر حملات غیرمنتظره حریف حرکت کنیم. همچنین نباید فراموش کنیم که از هر فرصتی در طول تمرین برای بهبود خرد و فضیلت خود استفاده کنیم. این‌ها اصول ایده‌آل جودوی من هستند.»
«چون جودو بر اساس هنرهای رزمی گذشته توسعه یافته است، اگر تمرین‌کنندگان هنرهای رزمی گذشته چیزهای ارزشمندی داشتند، کسانی که جودو را تمرین می‌کنند باید همه آن‌ها را منتقل کنند. در میان این‌ها، روح سامورایی حتی در جامعه امروزی باید جشن گرفته شود.»
در سال ۱۹۱۵، کانو این تعریف را برای جودو ارائه داد:
«جودو راهی است برای استفاده بهینه و مؤثر از انرژی فیزیکی و ذهنی. از طریق تمرین در تکنیک‌های حمله و دفاع جودو، تمرین‌کننده قدرت فیزیکی و ذهنی خود را پرورش می‌دهد و به تدریج جوهره راه جودو را تجسم می‌بخشد؛ بنابراین، هدف نهایی آموزش جودو، استفاده از آن به عنوان وسیله‌ای برای کمال خود و سپس ارائه کمکی مثبت به جامعه است.»
در سال ۱۹۱۸، کانو افزود:
«دربارهٔ اینکه پس از قوی شدن چه کار باید کرد فکر نکنید - بارها تأکید کرده‌ام که هدف نهایی جودو کمال خود و ارائه کمک به جامعه است. در گذشته، تمرین‌کنندگان جوجوتسو تلاش‌های خود را بر قوی شدن متمرکز می‌کردند و به اینکه چگونه می‌توانند از آن قدرت استفاده کنند توجه زیادی نمی‌کردند. به همین ترتیب، تمرین‌کنندگان جودوی امروز تلاش کافی برای درک هدف نهایی جودو نمی‌کنند. تأکید زیادی بر فرایند گذاشته می‌شود و بسیاری فقط آرزوی قوی شدن و شکست دادن حریفان خود را دارند. البته، اهمیت قوی شدن یا مهارت را نفی نمی‌کنم. با این حال، باید به یاد داشته باشیم که این فقط بخشی از فرایند برای رسیدن به هدف بزرگتر است… ارزش همه مردم به این بستگی دارد که چگونه زندگی خود را صرف ارائه کمک‌ها می‌کنند.»

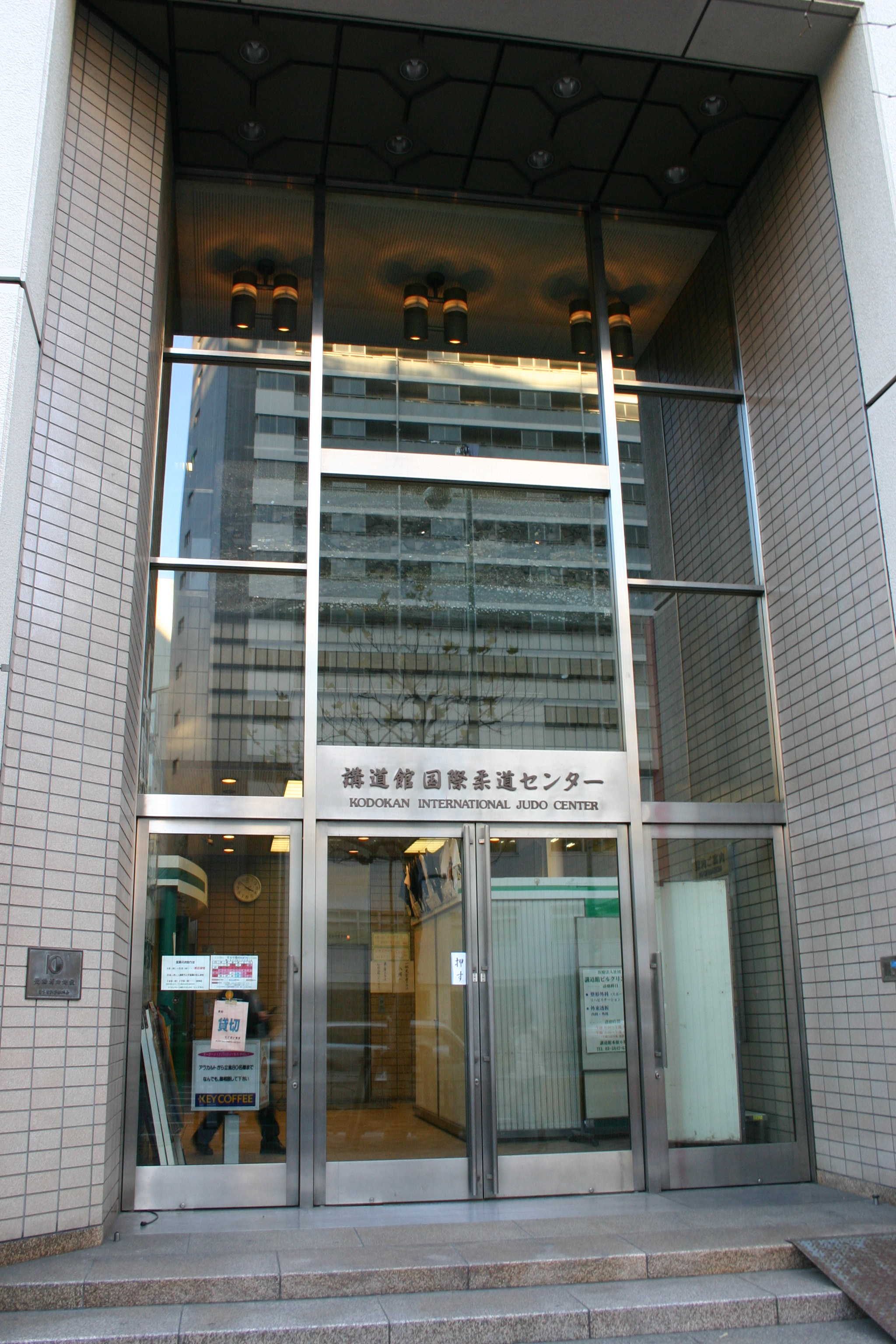
ورودی اصلی مؤسسه جودو کودوکان، توکیو، ژاپن.

در مارس ۱۹۲۲، کانو با معرفی «انجمن فرهنگی کودوکان» (Kodokan Bunkakai) به همه این اهداف دست یافت. این سازمان اولین نشست خود را در تاریخ ۵ آوریل ۱۹۲۲ در هتل سئیوکن توکیو برگزار کرد و سه روز بعد، اولین سخنرانی عمومی خود را در سالن انجمن مسیحی مردان جوان در کاندا برگزار کرد. شعارهای انجمن فرهنگی کودوکان «استفاده بهینه از قدرت روحی و جسمی» و «پیشرفت مشترک برای خود و دیگران» بودند. اگرچه این ترجمه‌ها به صورت تحت‌اللفظی هستند، عبارات معمولاً به انگلیسی به صورت «بیشترین کارایی با کمترین تلاش» و «رفاه و منفعت متقابل» ترجمه می‌شدند. نظریه‌های این سازمان در مقاله‌ای که در سپتامبر ۱۹۲۲ در مجله آمریکایی Living Age منتشر شد، به تفصیل شرح داده شد.
«هدف صحبتم بررسی جودو به عنوان فرهنگ: جسمی، ذهنی و اخلاقی است، اما چون جودو بر اساس هنر حمله و دفاع است، ابتدا توضیح خواهم داد که این جودوی مسابقه‌ای چیست…
ویژگی اصلی این هنر، استفاده از اصول مقاومت نکردن و بهره‌گیری از از دست دادن تعادل حریف است؛ بنابراین، نام این هنر جوجوتسو (به معنای دقیق، هنر نرم یا ملایم) یا جودو (آموزه نرمی یا ملایمت) نامیده می‌شود…
اینها همه نمونه‌هایی از اصل بیشترین کارایی در استفاده از ذهن و بدن هستند. بر اساس این اصل، تمام ساختار هنر و علم جودو بنا شده است.
جودو تحت دو روش آموزش داده می‌شود: یکی به نام رندوری و دیگری کاتا. رندوری یا تمرین آزاد، در شرایط مسابقه واقعی تمرین می‌شود. این شامل پرتاب، خفه کردن، نگه داشتن و خم کردن یا پیچاندن بازوها یا پاهای حریف است. مبارزان می‌توانند از هر تکنیکی که دوست دارند استفاده کنند، مشروط بر اینکه به یکدیگر آسیب نرسانند و از قوانین کلی آداب و معاشرت جودو پیروی کنند. کاتا که به معنای دقیق «فرم» است، سیستمی رسمی از تمرینات پیش‌فرض است که علاوه بر اعمال مذکور، شامل ضربه زدن و لگد زدن و استفاده از سلاح‌ها است، طبق قوانینی که در آن هر مبارز دقیقاً می‌داند که حریفش چه کاری انجام خواهد داد.
استفاده از سلاح‌ها و ضربه زدن و لگد زدن در کاتا آموزش داده می‌شود و نه در رندوری، زیرا اگر این تمرین‌ها در رندوری به کار گرفته شوند، ممکن است باعث آسیب شوند…

در مورد جنبه اخلاقی جودو، – بدون ذکر انضباط در اتاق تمرین که شامل رعایت قوانین عادی آداب و معاشرت، شجاعت و پشتکار، مهربانی و احترام به دیگران، بی‌طرفی و بازی منصفانه که در تمرینات ورزشی غربی بسیار تأکید می‌شود، – جودو در ژاپن اهمیت ویژه‌ای دارد…»

## زندگی حرفه‌ای

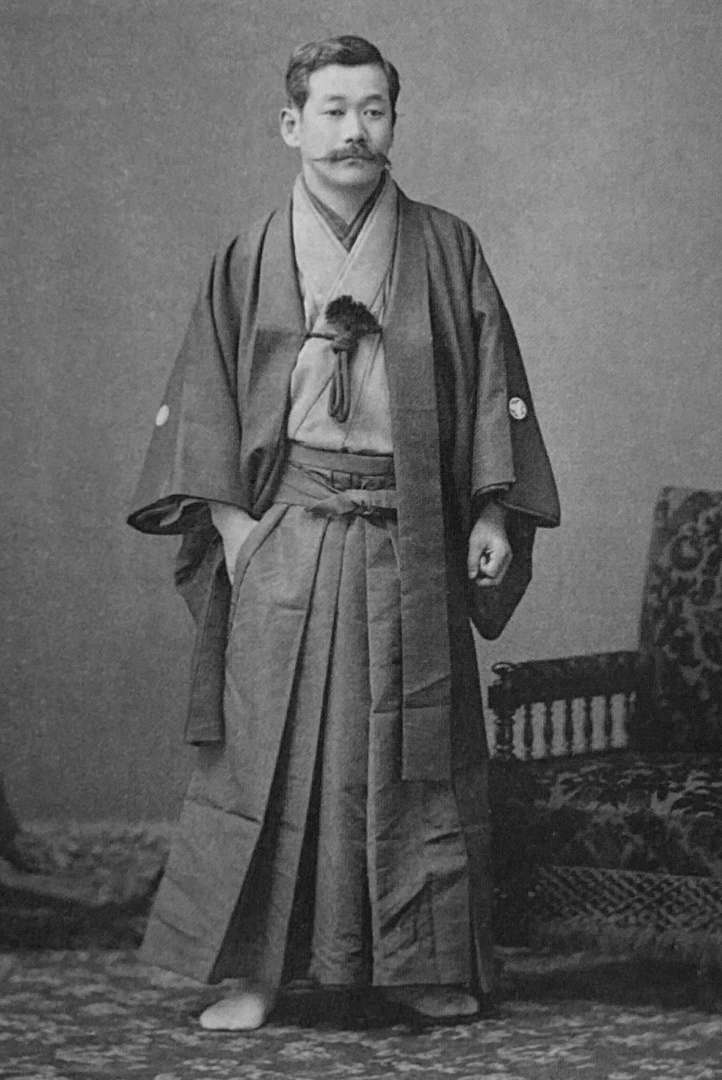
کانو جیگورو، ۳۲ ساله، حدود سال ۱۸۹۲

### مربیگری
اگرچه کانو هر زمانی که می‌توانست جودو را ترویج می‌کرد، اما از طریق شغل تدریس، امرار معاش می‌کرد.
کانو در ژوئن ۱۸۷۷ وارد دانشگاه امپریال توکیو شد. او در رشته علوم سیاسی و اقتصاد که در آن زمان توسط دپارتمان زیبایی‌شناسی و اخلاق تدریس می‌شد، تحصیل کرد. او در ژوئیه ۱۸۸۲ فارغ‌التحصیل شد و در ماه بعد به عنوان استاد درجه چهارم در مؤسسه آموزشی گاکوشوئین در توکیو مشغول به کار شد. در سال ۱۸۸۳، کانو به عنوان استاد اقتصاد در کالج کشاورزی کومابا (که اکنون دانشکده کشاورزی دانشگاه توکیو است) منصوب شد، اما در آوریل ۱۸۸۵ به مدرسه گاکوشوئین بازگشت و به عنوان مدیر مشغول به کار شد.
در ژانویه ۱۸۹۱، کانو به سمتی در وزارت آموزش و پرورش منصوب شد. در اوت ۱۸۹۱، این سمت را رها کرد تا به عنوان رئیس در مدرسه عالی پنجم (که اکنون دانشگاه کوماموتو است) مشغول به کار شود. یکی از استادان مدرسه عالی پنجم بین سال‌های ۱۸۹۱ و ۱۸۹۳ لافکادیو هرن بود. در همان زمان، کانو ازدواج کرد. همسرش، سوماکو تاکزوئه، دختر سفیر سابق ژاپن در کره بود. این زوج در نهایت شش دختر و سه پسر داشتند.
در تابستان ۱۸۹۲، کانو به شانگهای رفت تا برنامه‌ای برای تحصیل دانشجویان چینی در ژاپن راه‌اندازی کند. او در سال‌های ۱۹۰۵، ۱۹۱۵ و ۱۹۲۱ مجدداً به شانگهای سفر کرد.
در ژانویه ۱۸۹۸، کانو به عنوان مدیر آموزش ابتدایی در وزارت آموزش و پرورش منصوب شد و در اوت ۱۸۹۹، بورسیه‌ای دریافت کرد که به او اجازه داد تا در اروپا تحصیل کند. کشتی او در ۱۳ سپتامبر ۱۸۹۹ از یوکوهاما حرکت کرد و در ۱۵ اکتبر به مارسی رسید. او حدود یک سال در اروپا بود و در این مدت از پاریس، برلین، بروکسل، آمستردام و لندن بازدید کرد. او در سال ۱۹۰۱ به ژاپن بازگشت.
پس از بازگشت به ژاپن، به عنوان رئیس مدرسه عالی توکیو مشغول به کار شد و تا زمان بازنشستگی در ۱۶ ژانویه ۱۹۲۰ در این سمت باقی ماند. او همچنین در تأسیس مدرسه عالی نادا در سال ۱۹۲۸ در کوبه کمک کرد که بعدها به یکی از مدارس عالی خصوصی در ژاپن تبدیل شد.
با توجه به اینکه او در رشته علوم سیاسی و اقتصاد تحصیل کرده بود، خانواده کانو انتظار داشتند که پس از فارغ‌التحصیلی از دانشگاه، در یکی از وزارتخانه‌های دولتی مشغول به کار شود. در واقع، از طریق دوستان تأثیرگذار پدرش، ابتدا به او موقیعت شغلی در وزارت دارایی پیشنهاد شد. با این حال، عشق او به تدریس باعث شد تا به جای آن، شغل تدریس در مدرسه گاکوشوئین را بپذیرد. دانش‌آموزان نخبه ژاپن در این مدرسه حضور داشتند و از نظر اجتماعی بالاتر از معلمان خود بودند. دانش‌آموزان مجاز بودند تا با ریکشا (جینریکیشا) به در کلاس‌ها بروند، در حالی که معلمان از این کار منع شده بودند. معلمان اغلب مجبور بودند به خانه‌های این دانش‌آموزان بروند تا در صورت درخواست، آموزش یا مشاوره بدهند. در واقع، معلمان مانند خدمتکاران رفتار می‌کردند.
کانو این وضعیت را غیرقابل قبول می‌دانست. او از پذیرفتن نقش فرودست در آموزش دانش‌آموزان خودداری کرد. به نظر کانو، معلم باید احترام داشته باشد. در عین حال، او از آخرین روش‌های علوم پرورشی اروپایی و آمریکایی استفاده می‌کرد. نظریه‌های جان دیویی، مربی آمریکایی، به‌ویژه بر او تأثیر داشتند. روش کانو بر دانش‌آموزان تأثیر مطلوب داشت، اما روش‌های او توسط مدیریت مدرسه به تدریج پذیرفته می‌شد، به طوری که تا زمان آمدن مدیر جدید، ایده‌های کانو به‌طور کامل پذیرفته نشد.
همه این‌ها نشان می‌دهد که فلسفه آموزشی کانو ترکیبی از نئوکنفوسیوس‌گرایی سنتی ژاپنی و فلسفه‌های معاصر اروپایی و آمریکایی بود که شامل ابزارگرایی، فایده‌گرایی و «پیشرفت‌گرایی تکاملی» که در آن زمان به عنوان داروینیسم اجتماعی شناخته می‌شد، بود.
اهداف فلسفه‌های آموزشی و روش‌های کانو (و در واقع اهداف بیشتر برنامه‌های آموزشی ژاپن در اوایل قرن بیستم) شامل توسعه ذهن، بدن و روح به نسبت مساوی، افزایش میهن‌پرستی و وفاداری، به‌ویژه به امپراتور، آموزش اخلاق عمومی و افزایش قدرت بدنی و استقامت، به‌ویژه برای آماده‌سازی جوانان برای خدمت نظامی بود.
تمرینات کالیستنیک، به‌ویژه همان‌گونه که در آن زمان به صورت دسته‌جمعی معمول بود، می‌توانستند کسل‌کننده باشند و در سطح دبیرستان و دانشگاه، بازی‌هایی مانند بیسبال و راگبی بیشتر به عنوان ورزش‌های تماشاگرانه بودند تا منبعی عملی برای تمرینات بدنی برای عموم. علاوه بر این، در سطوح عالی، بیسبال، فوتبال و حتی جودو تأکید زیادی بر توسعه اخلاقی یا فکری نداشتند. در عوض، مربیان و ورزشکاران برجسته تمایل داشتند بر پیروزی، به هر قیمتی که شده، تأکید کنند.
برای کانو، پاسخ به این مشکل در یک کلمه خلاصه می‌شد: جودو. نه جودو به معنای ساده پرتاب دیگران و قطعاً نه جودو به معنای پیروزی به هر قیمتی، بلکه جودو به معنای «بیشترین کارایی با کمترین تلاش» و «رفاه و منفعت متقابل». یا به قول خود کانو در مصاحبه‌ای در سال ۱۹۳۸: «هنگامی که تسلیم شدن بالاترین استفاده کارآمد از انرژی است، پس تسلیم شدن جودو است.»

## کمیته بین‌المللی المپیک

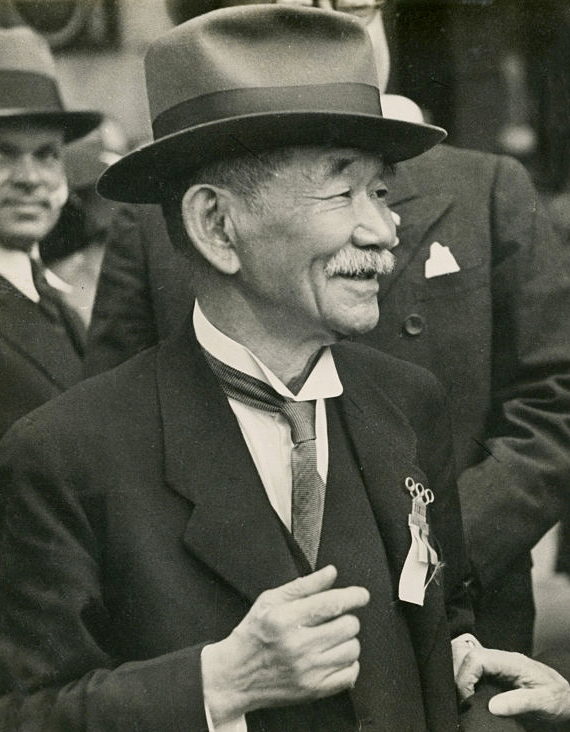
کانو جیگورو پس از رأی‌گیری کمیته بین‌المللی المپیک در ۳۱ ژوئیه ۱۹۳۶ در برلین که تصمیم به برگزاری المپیک ۱۹۴۰ در توکیو گرفت.

کانو در سال ۱۹۰۹ به فعالیت در کمیته بین‌المللی المپیک مشغول شد. این موضوع پس از آن اتفاق افتاد که کریستین هلستروم از کمیته المپیک سوئد به دولت‌های ژاپن و چین نامه نوشت و پرسید که آیا آن‌ها قصد دارند تیم‌هایی به المپیک ۱۹۱۲ بفرستند یا نه. دولت ژاپن که نمی‌خواست با پاسخ منفی به این نامه، خود را در عرصه بین‌المللی خجالت‌زده کند، بنابراین به وزارت آموزش و پرورش دستور داد که این موضوع را بررسی کند. این وزارتخانه به‌طور منطقی به کانو مراجعه کرد که تنها مربی تربیت بدنی بود که تجربه تازه‌ای در اروپا داشت. کانو پذیرفت که نماینده ژاپن در کمیته بین‌المللی المپیک باشد و پس از گفتگو با سفیر فرانسه در ژاپن و مطالعه بروشورهای ارسالی از سوئد، به گفته خودش «ایده‌ای نسبتاً خوب از بازی‌های المپیک پیدا کرد.»
برای انجام وظایف خود به عنوان یک عضو، کانو در سال ۱۹۱۲ به تأسیس انجمن ورزشی آماتور ژاپن (Dai Nippon Tai-iku Kyokai) کمک کرد که مأموریت آن نظارت بر ورزش‌های آماتور در ژاپن بود. کانو نماینده رسمی ژاپن در المپیک ۱۹۱۲ در استکهلم بود و در سازماندهی بازی‌های قهرمانی شرق دور که در مه ۱۹۱۷ در اوساکا برگزار شد، شرکت داشت. در سال ۱۹۲۰، کانو نماینده ژاپن در المپیک آنتورپ بود و در اوایل دهه ۱۹۲۰، او در شورای تربیت بدنی ژاپن خدمت کرد. او در سازماندهی بازی‌های قهرمانی شرق دور که در مه ۱۹۲۳ در اوساکا برگزار شد، نقش چندانی نداشت و در المپیک ۱۹۲۴ پاریس نیز حضور نداشت، اما نماینده ژاپن در المپیک‌های آمستردام (۱۹۲۸)، لس آنجلس (۱۹۳۲) و برلین (۱۹۳۶) بود. از سال ۱۹۳۱ تا ۱۹۳۸، او یکی از سخنگویان برجسته بین‌المللی در تلاش‌های ژاپن برای میزبانی المپیک ۱۹۴۰ بود.

هدف اصلی کانو در این فعالیت‌ها، به گفته خودش، گردهم آوردن مردم برای هدفی مشترک با احساس دوستانه بود. اهداف او شامل وارد کردن جودو به المپیک نبود. همان‌طور که در نامه‌ای به گنجی کویزومی در بریتانیا در سال ۱۹۳۶ نوشت:
«از من توسط افراد مختلفی پرسیده شده است که آیا معرفی جودو در بازی‌های المپیک عاقلانه و ممکن است یا نه. نظرم در این مورد در حال حاضر نسبتاً منفعل است. اگر این خواست کشورهای عضو دیگر باشد، مخالفتی ندارم. اما تمایلی به پیش‌قدم شدن ندارم. از طرفی، جودو در واقع فقط یک ورزش یا بازی ساده نیست. من آن را به عنوان یک اصل زندگی، هنر و علم می‌بینم. در واقع، این وسیله‌ای برای دستیابی به فرهنگ شخصی است. فقط یکی از اشکال آموزش جودو، به اصطلاح رندوری، می‌تواند به عنوان نوعی ورزش طبقه‌بندی شود… [علاوه بر این] بازی‌های المپیک چنان با ملی‌گرایی ترکیب شده‌اند که ممکن است تحت تأثیر آن قرار بگیرد و جودو به شکلی واپس‌گرا تبدیل شود همان‌طور که جوجیتسو قبل از تأسیس کودوکان بود. جودو باید همانند هنر و علم از تأثیرات خارجی – سیاسی، ملی، نژادی، مالی یا هر منافع سازمان‌یافته دیگری – آزاد باشد و همه چیزهای مرتبط با آن باید به هدف نهایی آن، یعنی منفعت بشریت، هدایت شوند.»

## مرگ و میراث
در سال ۱۹۳۴، کانو به دلیل وجود مشکلات سلامت جسمانی، از جمله احتمالاً سنگ کلیه، دیگر نمایش‌های عمومی برگزار نکرد. جودوکای بریتانیایی، سارا مایر، به دوستانش در لندن نوشت:
«مردم فکر نمی‌کنند او خیلی بیشتر زنده بماند.»
با این حال، کانو همچنان در مراسم‌های مهم کودوکان مانند کاگامی-بیراکی (مراسم سال نو) شرکت می‌کرد و به کارهای المپیکی خود ادامه می‌داد.
در ماه مه ۱۹۳۸، کانو در سفر دریایی به عنوان عضو کمیته بین‌المللی المپیک بر روی کشتی موتوری خط کشتیرانی نیپون یوسن به نام «هیکاوا مارو» درگذشت. از آنجا که ناوگان تجاری ژاپن در دهه ۱۹۳۰ از زمان توکیو استفاده می‌کرد، تاریخ ژاپنی مرگ ۴ مه ۱۹۳۸ در حدود ساعت ۵:۳۳ صبح به وقت زمان استاندارد ژاپن بود، در حالی که تاریخ بین‌المللی مرگ ۳ مه ۱۹۳۸ در ساعت ۲۰:۳۳ به وقت ساعت هماهنگ جهانی بود. علت مرگ به‌طور رسمی سینه‌پهلو اعلام شد، اما منابع دیگری مسمومیت غذایی را علت مرگ ذکر کرده‌اند. در دهه ۱۹۹۰، ادعاهایی مبنی بر اینکه کانو توسط مسمومیت به قتل رسیده بود مطرح شد، اگرچه هیچ سند معاصر شناخته‌شده‌ای برای حمایت از این ادعا وجود ندارد. مخالفت کانو با نظامی‌گری ژاپن به خوبی شناخته شده بود و بسیاری از کسانی که با آن مخالف بودند نیز به‌طور مشابه ترور شدند.

جودو با مرگ کانو از بین نرفت. در دهه ۱۹۵۰، باشگاه‌های جودو در سراسر جهان پدیدار شدند و در سال ۱۹۶۴، جودو به عنوان ورزش المپیکی معرفی شد و در المپیک تابستانی ۱۹۶۴ توکیو و به‌طور دائمی در المپیک تابستانی ۱۹۷۲ بازگشت؛ بنابراین، شهرت پس از مرگ کانو تضمین شد. با این حال، میراث واقعی او ایده‌آلیسمش بود. همان‌طور که کانو در سخنرانی‌ای در سال ۱۹۳۴ گفت:
«هیچ چیز زیر آفتاب بزرگتر از آموزش نیست. با آموزش یک فرد و فرستادن او به جامعه نسل خود، ما به صد نسل آینده کمک می‌کنیم.»
کانو همچنین با مارکس نهم کوئینزبری مقایسه شده است، به طوری که میراث او مجموعه‌ای از قوانین جدید به وجود آورد:
«قوانین کودوکان دکتر کانو برای نسخه جوجیتسوی خود، نوع جدید و ایمن‌تری از مبارزه را به ژاپن آورد، همان‌طور که قوانین کوئینزبری که دو دهه قبل در سال ۱۸۶۷ معرفی شده بود، برای بوکس در انگلستان انجام داد. هر دو، مارکس کوئینزبری و دکتر کانو، ورزش‌های خود را تغییر دادند و آنها را پاک‌تر و ایمن‌تر کردند. یکی کشتی‌گیری را از بوکس بیرون آورد؛ دیگری بوکس را از کشتی‌گیری بیرون آورد. یکی با مشت‌های پوشیده شده کار کرد؛ دیگری با زمین پوشیده. در سال‌های پایانی قرن نوزدهم، تاریخ‌های رزمی تمدن‌های شرقی و غربی به نقطه‌ای رسیدند که دو مرد در دو انتهای مخالف جهان، در عرض چند سال، قوانینی را تدوین کردند که عصر روشنگری خود را به مبارزات بدون سلاح اعلام کردند.»

### افتخارات
- نشان خورشید فروزان، اشعه‌های طلایی با روبان گردن، ۱۹۳۸ (ژاپن).
- در ۲۸ اکتبر ۲۰۲۱، گوگل با دودل بر روی صفحه اصلی خود، یک‌صد و شصت و یکمین سالگرد تولد جیگورو کانو را جشن گرفت.[۶۶]

## آثار منتشر شده
| نویسنده                      | سال                       | عنوان فارسی                                           | عنوان انگلیسی                                                               |
| ---------------------------- | ------------------------- | ----------------------------------------------------- | --------------------------------------------------------------------------- |
| کانو، جیگورو                 | اکتبر ۱۸۹۸ – دسامبر ۱۹۰۳  | کوکوشی                                                | Kokushi                                                                     |
| لیندسی، توماس و کانو، جیگورو | ۱۸۸۹، چاپ مجدد ۱۹۱۵       | هنر قدیمی سامورایی در مبارزه بدون سلاح                | "The Old Samurai Art of Fighting without Weapons"                           |
| کانو، جیگورو                 | ژانویه ۱۹۱۵ – دسامبر ۱۹۱۸ | جودو                                                  | Jūdō                                                                        |
| کانو، جیگورو                 | ۱۹۲۲                      | جیودو: هنر دفاع شخصی ژاپنی                            | "Jiudo: The Japanese Art of Self Defence"                                   |
| کانو، جیگورو                 | ۱۹۳۲                      | مشارکت جودو در آموزش                                  | "The Contribution of Judo to Education"                                     |
| کانو، جیگورو                 | ۱۹۳۴                      | اصول جودو و کاربردهای آن در همه جنبه‌های فعالیت انسانی | "Principles of Judo and Their Applications to All Phases of Human Activity" |
| کانو، جیگورو                 | ۱۹۳۶                      | بازی‌های المپیک و ژاپن                                 | "Olympic Games and Japan"                                                   |
| کانو، جیگورو                 | ۱۹۳۷                      | جودو (جوجوتسو)                                        | Judo (jujutsu)                                                              |
| کانو، جیگورو                 | ۱۹۳۷                      | جوجیتسو و جودو؛ آنها چه هستند؟                        | "Jujutsu and Judo; What Are They?"                                          |
| کانو، جیگورو                 | بدون تاریخ                | جوجوتسو به جودو تبدیل می‌شود                           | Jujutsu Becomes Judo                                                        |
| کانو، جیگورو                 | ۱۹۷۲                      | کانو جیگورو، زندگی من و جودو                          | Kanō Jigorō, watakushi no shōgai to jūdō                                    |
| کانو، جیگورو                 | ۱۹۸۳                      | مجموعه آثار کانو جیگورو                               | Kanō Jigorō chosakushū                                                      |
| کانو، جیگورو                 | ۱۹۸۶                      | کودوکان جودو                                          | Kodokan judo                                                                |
| کانو، جیگورو                 | ۱۹۹۵                      | کانو جیگورو تایکِی                                     | Kanō Jigorō taikei                                                          |
| کانو، جیگورو                 | ۲۰۱۳                      | ذهن بر عضله – نوشته‌های بنیان‌گذار جودو کودوکان         | Mind over muscle – writings from the founder of judo                        |

## در فرهنگ عمومی
کانو در بازی ویدئویی قیام رونین که داستان آن در اواسط قرن نوزدهم و در طول باکوماتسو، اتفاق می‌افتد، به عنوان دوست و هم‌پیمان ظاهر می‌شود. در این بازی، کانو به عنوان نابغه جوجوتسو به تصویر کشیده شده است. برخی از آزادی‌های خلاقانه با ظاهر او گرفته شده است، زیرا او به عنوان نوجوان به تصویر کشیده شده است، در حالی که کانو واقعی در آن زمان کمتر از ۱۰ سال سن داشت.